# Посёлок 2-й фермы
2-й фермы — поселок в Милославском районе Рязанской области. Входит в Горняцкое сельское поселение

## География
Находится в юго-западной части Рязанской области на расстоянии приблизительно 11 км на северо-восток по прямой от районного центра поселка Милославское.

## История
Поселок был отмечен на карте 1941 года как «совхоз». Ныне представляет собой урочище.

## Население
| 2010 |
| ---- |
| 0    |

Численность населения не была учтена как в 2002 году, так и в 2010.